# Александровка Вторая (Орловская область)
Алекса́ндровка Втора́я – деревня в Болховском районе Орловской области, входит в состав Новосинецкого сельского поселения.

## География
Деревня находится на расстоянии 37 км от города Орёл, административного центра области.

## Население
| 2002 | 2010 |
| ---- | ---- |
| 99   | ↘89  |

## Улицы
- ул. Заречная,
- ул. Комсомольская,
- ул. Центральная.